# Phthinia
Phthinia is een muggengeslacht uit de familie van de paddenstoelmuggen (Mycetophilidae). De wetenschappelijke naam van het geslacht is voor het eerst geldig gepubliceerd in 1863 door Winnertz.

## Soorten
De volgende soorten zijn bij het geslacht ingedeeld:
- Phthinia amurensis Zaitzev, 1994
- Phthinia cascadica Fitzgeraldi & Kerr
- Phthinia congenita Plassmann, 1984
- Phthinia curta Johannsen, 1912
- Phthinia dallaii Zaitzev, 2001
- Phthinia tanypus Loew
  - = Phthinia carolina Fisher
  - = Phthinia catawbiensis Shaw
- Phthinia lobata Zaitzev
- Phthinia miranda Zaitzev
- Phthinia ramificans Zaitzev, 1993[2]
- Phthinia nepunei Fitzgeraldi & Kerr

- Phthinia meicigama Fitzgeraldi & Kerr
- Phthinia mikmaqi Fitzgeraldi & Kerr
- Phthinia theresae Oliveira & Amorim, 2010
- Phthinia urubici Oliveira & Amorim, 2010
- Phthinia freemani Oliveira & Amorim, 2010
- Phthinia parafurcata Oliveira & Amorim, 2010
- Phthinia furcata Freeman
- Phthinia flagellata Freeman
- Phthinia fasciata Freeman
- Phthinia humilis (Winnertz, 1863)
- Phthinia winnertzi Mik, 1869
- Phthinia gracilis Winnertz, 1863
- Phthinia mira (Ostroverkhova, 1977)
- Phthinia zaitzevi Plassmann, 1990